# Hasliberg
Hasliberg är en kommun i distriktet Interlaken-Oberhasli i kantonen Bern, Schweiz. Kommunen har 1 111 invånare (2023).
Kommunen består av byarna Hohfluh, Wasserwendi, Goldern och Reuti. 